# Bulgarische Badmintonmeisterschaft 2019
Die Bulgarische Badmintonmeisterschaft 2019 fand vom 31. Januar bis zum 3. Februar 2019 in Sofia statt.

## Medaillengewinner
| Disziplin    | Gold                           | Silber                            | Bronze                              |
| ------------ | ------------------------------ | --------------------------------- | ----------------------------------- |
| Herreneinzel | Ivan Rusev                     | Daniel Nikolov                    | Dimitar Yanakiev                    |
| Herreneinzel | Ivan Rusev                     | Daniel Nikolov                    | Stilijan Makarski                   |
| Dameneinzel  | Mariya Mitsova                 | Stefani Stoeva                    | Gabriela Stoeva                     |
| Dameneinzel  | Mariya Mitsova                 | Stefani Stoeva                    | Dimitria Popstoikova                |
| Herrendoppel | Peyo Boichinov Ivan Panev      | Daniel Nikolov Ivan Rusev         | Shai Geffen Dimitar Yanakiev        |
| Herrendoppel | Peyo Boichinov Ivan Panev      | Daniel Nikolov Ivan Rusev         | Denis Marinov Ilian Stojnov         |
| Damendoppel  | Gabriela Stoeva Stefani Stoeva | Maria Delcheva Petya NeDeltschewa | Gergana Pavlova Michaela Chepisheva |
| Damendoppel  | Gabriela Stoeva Stefani Stoeva | Maria Delcheva Petya NeDeltschewa | Silvana Genkova Mira Georgieva      |
| Mixed        | Ivan Rusev Mariya Mitsova      | Dimitar Yanakiev Stefani Stoeva   | Ilian Stojnov Christomira Popovska  |
| Mixed        | Ivan Rusev Mariya Mitsova      | Dimitar Yanakiev Stefani Stoeva   | Dimitar Nenchev Gabriela Stoeva     |